# Milan Stepišnik
Milan Stepišnik, slovenski inženir kemije, atlet olimpionik * 11. november 1910, Ljubljana, † 18. november 1950, Kočevje.

## Življenjepis
Rodil se je 11. novembra 1910 v Ljubljani. Oče Karel (1875-1935) je bil uradnik, mama Marija (1881-1941) pa gospodinja. Imel je še dva brata; Drago Stepišnik (1906-1983), kasnejši prof. in zgodovinar športa in Mirko (1907-1943). Po maturi na klasični gimnaziji, se je vpisal na Tehniško fakulteto, smer kemija. Diplomiral je konec leta 1935 pri prof. Rebku, z nalogo Analogija med nikotinsko in m-nitrobenzol kislino. Kmalu po diplomi se je zaposlil v Slovenski Bistrici pri podjetju Zugmayer&Gruber. Leta 1936 se je poročil z Leopoldino (Poldi) Blatnik, imela sta dva otroka; Milan (1936-2020) in Aleška (1938-2009) poročena Ledinek.
Ob nemški zasedbi Štajerske je bil aprila 1941 aretiran in zaprt v Meljski kasarni v Mariboru, nato pa junija izgnan v Lazarevac, Srbija. Družina je med tem pobegnila v Ljubljano. S pomočjo brata, ki mu je priskrbel Italijanske dokumente, se je julija 1941 uspel vrniti k družini v Ljubljano. Zaposlil je se v papirnici Vevče, kjer je deloval kot aktivist OF. Novembra 1943 so ga aretirali belogardisti, ter ga zaprli v zapor v Ljubljani. Decembra 1943 je bil deportiran v KZ Dachau, kamor je prispel 7.12.1943. Kmalu po prihodu je bil kot kemik dodeljen skupini na poskusni postaji pri dr. Rascherju, kasneje pa pri dr. Plötnerju. Tu je delal na razvoju in pripravi pektinskih preparatov za strjevanje krvi, ampak ni sodeloval pri poskusih na taboriščnikih. 22. julija 1944 je bil izpuščen, vendar je ostal v Dachau še do konca oktobra. Med dopustom v Ljubljani in Jesenicah, si je uspel pridobiti potrdilo o zaposlitvi v železarni Jesenice, kjer je ostal do osvoboditve. Po vojni je postal direktor Tovarne metalnih polizdelkov (sedanji Impol) v Slovenski Bistrici. Nekaj mesecev po vojni je bil tudi v skupini za vojne reparacije v Nemčiji.
Aretiran je bil 30. septembra 1947 pod pretvezo sabotaže in suma sodelovanja z Gestapom. Na 1. dachauskem procesu je bil obsojen na smrtno kazen. Uradno naj bi bil usmrčen 12. maja 1948.

## Športna pot
Bolj je bil prepoznaven kot predvojni vrhunski atlet in udeleženec olimpijskih iger leta 1936 v Berlinu. Njegovi športni začetki segajo v 20. leta v Telovadno društvo Sokol, ki je bil v tistih časih zakladnica različnih športnikov, ne le telovadcev. Ukvarjali se niso le s telovadbo, ampak tudi z atletiko. Kot atlet se je kasneje vključil v Športni klub Ilirija. Nastopal je v disciplinah met kladiva, diska in krogle. Po selitvi v Slovensko Bistrico je postal načelnik bistriškega Sokola, prav tako pa ni opustil atletike.
V jugoslovanski reprezentanci se prvič pojavi leta 1933, kjer na balkanskih atletskih igrah (BAI) v Atenah doseže 2.mesto v metu kladiva. Naslednje leto izenači državni rekord v kladivu - 48,99 m. Vzpon njegovih rezultatov pa se začne v drugi polovici 30-ih let, ko uspe usvojiti pravo tehniko. To se odraža tudi v rasti njegovih rezultatov. Leta 1936 se je udeležil olimpijskih iger v Berlinu, kjer je bil zastavonoša. Vendar na tekmovanju ne uspe preseči kvalifikacijske norme. Leta 1938 prvič vrže kladivo čez 50 metrov (50,24 m), kar je novi državni rekord; 1939 na BAI osvoji 1. mesto z rezultatom 49,55 m. Njegov najboljši rezultat je dosegel na BAI 1940 - 54,42 m, kar ga je uvrščalo na 6. mesto v Evropi in 8. mesto na svetu.
V drugi polovici 30-ih let je spadal med 3 najboljše atlete tedanje Jugoslavije in se je redno uvrščal na evropsko jakostno lestvico. Je tudi prvi Jugoslovan in Slovenec, ki se je s svojim rezultatom prebil v atletski disciplini v prvo deseterico na svetu.